# Bonamia cymosa
Bonamia cymosa là một loài thực vật có hoa trong họ Bìm bìm. Loài này được (Roem. & Schult.) Hallier f. mô tả khoa học đầu tiên năm 1893.